# Scipio Slataper
Scipio Slataper (Trieste, 14 de julio de 1888 - Gorizia, 3 de diciembre de 1915) fue un escritor italiano, autor de Mi Carso. Es uno de los más notables representantes de la literatura triestina. Dada su temprana desaparición, su obra fue cuidada por otro triestino, su amigo Giani Stuparich.

## Trayectoria
Slataper tenía una ascendencia italiana y bohemia, como dejó escrito en su obra principal, Il mio Carso. Se trasladó de su ciudad natal a Florencia para estudiar; finalmente se licenció en letras con una tesis sobre Ibsen. Tras regresar a Trieste, en 1913 se casó con Gigetta Carniel con la que tuvo su hijo Scipio.
Slataper fue muy crítico con la situación triestina, dependiente de Austria, y se inclinó por el llamado irredentismo, el movimiento separador de los austriacos. Se enroló voluntario en la Primera Guerra Mundial, como tantos triestinos, en el ejército italiano de entonces, donde obtuvo el grado de subteniente y murió en el frente, en la batalla de Podgora, topónimo esloveno de la localidad Piedimonte del Calvario, hoy de Gorizia). Se le concedió la medalla al mérito militar.

### El escritor
Slataper colaboró asiduamente en la revista La Voce fundada por Giuseppe Prezzolini. De hecho sus Lettere triestine provienen de una serie de artículos publicados en dicha revista en 1909, donde analiza ahí la situación cultural de Trieste en el momento, indicando que carece de una tradición profunda. Por ello, grupos dirigentes triestinos vieron a Slataper como un traidor a la causa italiana, lo cual era una muestra de miopía en un tiempo confuso.
Il mio Carso publicado en 1912, es su obra más importante y la única novela de su breve carrera, que fue interrumpida prematuramente por la guerra. Es una autobiografía espiritual de tono lírico, que evoca su vida y acaba narrando el dolor por el suicidio de su amada Anna Pulitzer. En 1921 fue traducido ya al francés por Benjamin Crémieux.
En su libro aparecido en 1916, Ibsen, es muy interesante el punto de vista de Slataper sobre el dramaturgo nórdico. También lo son sus cartas Alle tre amiche, conocidas póstumamante, como siempre, gracias a Giani Stuparich.
Para el triestino Claudio Magris, Slataper no ha nacido ni en el Carso, ni en Croacia, ni en Moravia: su única lengua es el italiano, que "su verdadera nacionalidad, por mucho que sea esta un amasijo plurinacional".

## Obra
- Il mio Carso, 1912 y 1916; Milán, A. Mondadori, 1958. Trad. española: Mi carso, Madrid, Ardicia, 2013, con prólogo de Claudio Magris ISBN 978-88-494-12352-8.
- I confini necessari all'Italia, Turín, L'Ora Presente, 1915.
- Le strade d'invasione dall'Italia in Austria. Fella, Isonzo, Vipacco, Carso, Florencia-Milán-Roma, Bemporad, 1915.
- Ibsen, Turín, Bocca, 1916.
- Scritti letterari e critici, recogido por Giani Stuparich, Roma, La Voce, 1920; Milán, A. Mondadori, 1956.
- Scritti politici, recogido por Giani Stuparich, Milán-Verona, A. Mondadori, 1954.
- Lettere, al cuidado de Giani Stuparich, 3 vols., Turín, Buratti, 1931.
- Epistolario, al cuidado de Giani Stuparich, Milán, A. Mondadori, 1950.
- Appunti e note di diario, al cuidado de Giani Stuparich, Milán, A. Mondadori, 1953.
- Alle tre amiche. Lettere, al cuidado de Giani Stuparich, Milán-Verona, A. Mondadori, 1958.
- Scritti politici, 1914-15, a cargo de Giorgio Baroni, Trieste, Italo Svevo, 1977.
- Le lettere a Maria, Roma, G. Volpe, 1981.
- Confini orientali, Trieste, Dedolibri, 1986.
- Lettere triestine. Col seguito di altri scritti vociani di polemica su Trieste, Trieste, Dedolibri, 1988. ISBN 88-7800-036-1.
- Passato ribelle. Dramma in un atto, Trieste, Dedolibri, 1988. ISBN 88-7800-037-X.
- Terremoto nella Marsica. Scipio Slataper inviato speciale, L'Aquila, Amministrazione provinciale, 1999.
- Scipio e Maria. Un amore ingenuo. Poesie 1905, Trezzano sul Naviglio, Parsifal, 2003. ISBN 88-900960-4-7.
- Lettere alle tre amiche. Florilegio, Padua, Alet, 2007.
- Il mio Carso. La Redazione autografa dell'Archivio di stato di Trieste, Padua, CLEUP, 2007.
- Carteggio, 1909-1915, con Giuseppe Prezzolini, Roma, Ed. di Storia e Letteratura, 2011.